# Joseph von Theobald

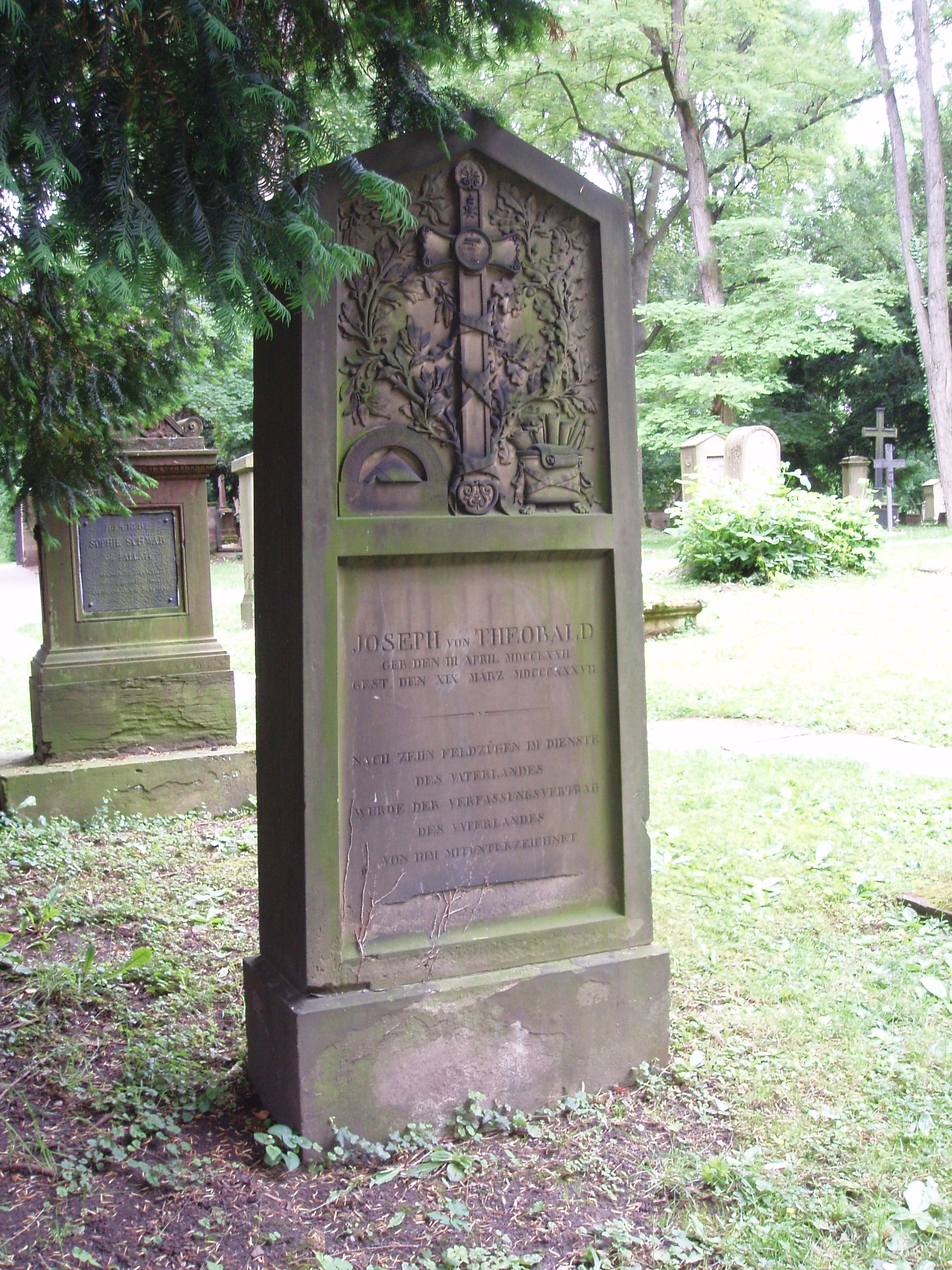
Grabstein Joseph von Theobalds

Joseph Apollinaris Honoratus von Theobald (* 3. April 1772 in Rastatt; † 19. März 1837 in Stuttgart) war ein württembergischer Generalquartiermeister, Geniekorpschef und Autor.

## Leben
Theobald besuchte das Gymnasium in Straßburg und die Hohe Karlsschule und hatte danach die Wahl, eine Professur in Graubünden anzutreten oder eine militärische Laufbahn einzuschlagen wie sein Vater, der Oberst war. Er entschied sich für Letzteres und begann seine Karriere als Stückjunker im Artilleriekorps des Schwäbischen Kreises.
Theobald wurde im Jahr 1800 Leutnant im Generalstab im herzoglich württembergischen Dienst, 1801 Hauptmann und 1805 Major und Quartiermeister. 1806 folgten die Rangstufen Generalquartiermeisterleutnant und geschäftsführender Generalquartiermeister sowie Oberstleutnant. Ein Jahr später wurde er Oberst und definitiver Generalquartiermeister, 1808 Generalmajor. Nach dem Ende des Krieges gegen Österreich wurde Joseph von Theobald neben seinen militärischen Ämtern mit dem Präsidium des Straßen- und Brückenbaudepartements betraut und bald darauf zum Staatsrat ernannt. Im Jahr 1812 wurde Joseph von Theobald entlassen. Er hätte im Krieg dem Kronprinzen als erster Generaladjutant dienen sollen, war jedoch in Litauen schwer erkrankt und in seine Heimat zurückgereist. Da er sich skeptisch hinsichtlich des Unternehmens gezeigt hatte, wurde seine Heimreise missdeutet. Er zog sich ins Privatleben zurück und nahm, abgesehen von einem Plan zur Verteidigung des Schwarzwald, kaum Anteil an den Befreiungskriegen. Zwei Jahre später allerdings wurde er als Chef des Geniekorps wieder eingestellt. In diesem Rang verblieb er bis zu seiner Pensionierung 1833.
1819 wurde er von Esslingen zum Abgeordneten für die konstituierende Ständeversammlung gewählt. 1819 wurde er auch zum Ehrenbürger von Esslingen ernannt. Später vertrat er Esslingen als Abgeordneter der konstitutionellen Partei im württembergischen Landtag. Danach vertrat er das Oberamt Tettnang. Er erhielt für sich und seine Nachkommen das Esslinger Bürgerrecht.
Handakten Joseph von Theobalds sind im Staatsarchiv Stuttgart erhalten. Sein Grab befindet sich auf dem Stuttgarter Hoppenlaufriedhof. In der Inschrift auf dem Grabstein ist zu lesen: Nach zehn Feldzügen im Dienste des Vaterlandes wurde der Verfassungsvertrag des Vaterlandes von ihm mitunterzeichnet.

## In der Kammer der Abgeordneten
Friedrich Ludwig Lindner bearbeitete 1828 in der von ihm zusammen mit Heinrich Heine redigierten und von Johann Friedrich Cotta verlegten Zeitschrift  „Neue allgemeine politische Annalen“ den Wortlaut der Verhandlungen in der Kammer der Abgeordneten des Königreichs Württemberg über den Gesetzesvorschlag die öffentlichen Verhältnisse der Israeliten betreffend. Von Theobald äußerte sich mehrfach und dezidiert. Derselbe Stern am Himmel, der dem Christen leuchte, funkele auch über dem Juden. Dieselbe Gottesstimme, die in der Brust des Christen spricht, spricht und gebietet auch in der Brust des Juden. Dies gelte für Heiden, Juden und Christen. Den „Schacherhandel“ hielt er für unentbehrlich, ja der „Schacherjude“ sei ihm der „interessanteste“ (allgemeines Gelächter), deswegen, weil er der unglücklichste ist (tiefe Stille). Als es um die Annahme des Gesetzesvorschlags ging, der  nur mit einem Ja oder Nein quittiert werden konnte und der durch zahlreiche bürgerliche Abgeordnete sogar einer Verschärfung unterlag, fasste von Theobald sein kurzes Statement wie folgt in die Worte:
Vor dem Sclaven, wenn er die Fessel bricht, vor dem freien Manne erzittert nicht! Sagt der große Abgeordnete von Marbach; darum, von ganzem Herzen: ja!
Von Theobald bezog sich dabei auf Friedrich Schillers „Die Worte des Glaubens“ von 1797.

## Werke
Joseph von Theobald verfasste zahlreiche Bücher und Schriften zur Militärgeschichte Württembergs. Das erste Werk erschien 1801 und trug den Titel Schiksale des herzoglichen wirtembergischen TruppenCorps in dem WinterFeldzug 1800. Es folgte 1805 Hauptmomente der Kriegskunst nach dem System des Herrn Venturini in zwei Bänden, 1820 Beleuchtung der Debatten, welche über die Gensd'armerie-Anstalt in der Kammer der Abgeordneten stattgefunden haben und Beleuchtung des Berichts, welchen der Frey[herr] von Varnbüler, als Organ der Finanz-Commission in der Kammer der Abgeordneten, über das Departement des Kriegswesens erstattet hat sowie Die Kunst der großen Kriegs-Operationen, 1821 Über Militär-Systeme, 1823 der Entwurf einer Kriegs-Verfassung für die Staaten des Deutschen Bundes, zunächst in Beziehung auf Würtemberg dargestellt. Ab den 1820er Jahren verfasste er außerdem zahlreiche Schriften, die sich mit dem Finanz- und Rentenwesen im Lande beschäftigten. Immer wieder beschäftigte er sich außerdem mit militärtechnischen und -geschichtlichen Themen. Für den Verlag der Gebrüder Franckh in Stuttgart übersetzte er 1827 in mehreren Bänden aus dem Englischen Walter Scotts Leben von Napoleon Buonaparte, Kaiser von Frankreich, mit einer Uebersicht der französischen Revolution.

## Familiäres Umfeld
Sein Bruder Karl Peter von Theobald (1769–1837) war bayerischer Generalleutnant, Inhaber des 4. Bayerischen Infanterie-Regiments und Pfälzischer Militärkommandeur (Brigadier) in Speyer. Er hatte wegen besonderer Tapferkeit in den Befreiungskriegen, 1814 den Bayerischen Militär-Max-Joseph-Orden erhalten und trug den persönlichen Adelstitel eines „Ritter von“. Ein weiterer Bruder, Joseph Karl Valentin Theobald (1800–1862), war badischer Generalleutnant. Joseph von Theobalds Tochter Charlotte war die erste Ehefrau von Friedrich Notter.
Der Onkel (Bruder des Vaters) war Johann Wilhelm Theobald (1726–1816), Lazaristenpater und erster Provinzial seines Ordens in der Kurpfalz.